# Rönnmätare
Rönnmätare (Venusia cambrica) är en fjärilsart som beskrevs av John Curtis 1839. Rönnmätare ingår i släktet Venusia och familjen mätare, Geometridae. Arten är reproducerande i Sverige. En underart finns listad i Catalogue of Life, Venusia cambrica aphrodite Bryk, 1942. 

## Bildgalleri

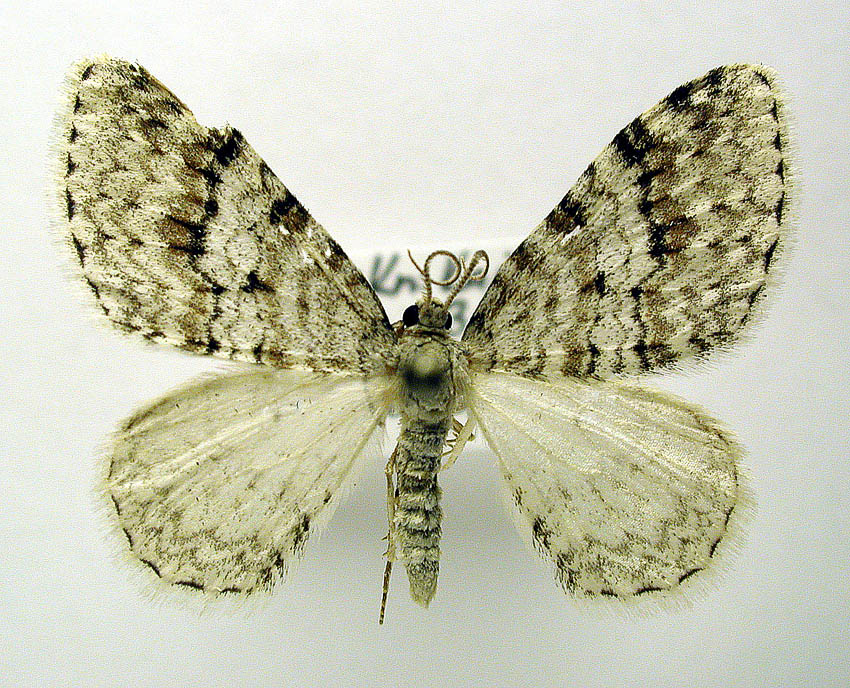